# Huize Voormeer
Huize Voormeer is een monumentaal pand in Heerenveen.

## Beschrijving
Het huis staat aan de westzijde van de wijk Het Meer en is in 1755 gebouwd in opdracht van de familie Van Heloma. Een portret van de maker hangt boven de deur in een zaal.
In 1977 is het huis van binnen ingrijpend gerestaureerd. In 2009-2010 ook aan de buitenzijde gerestaureerd. Het is bewoond en niet toegankelijk voor publiek.

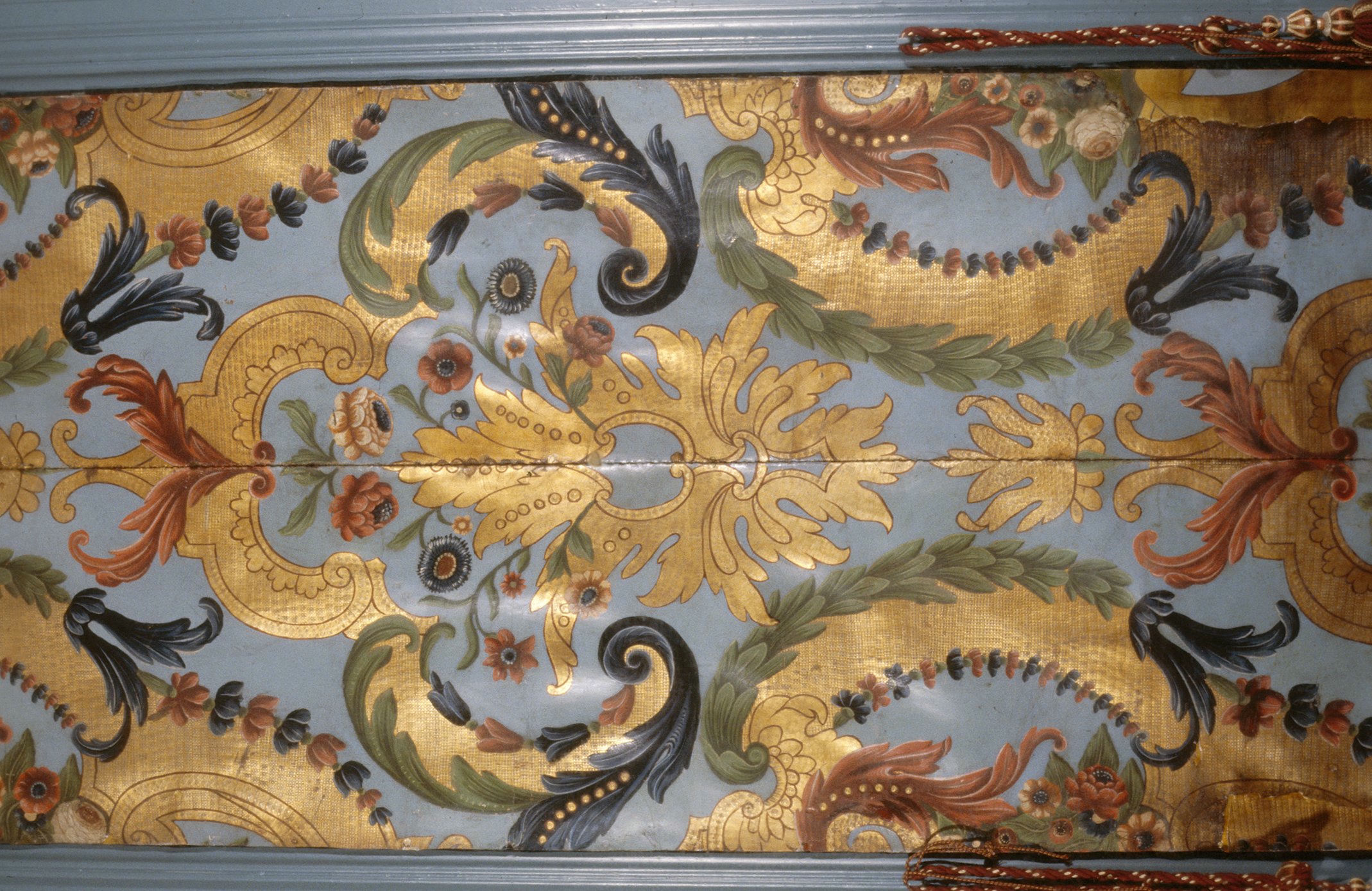
Goudleerbehang
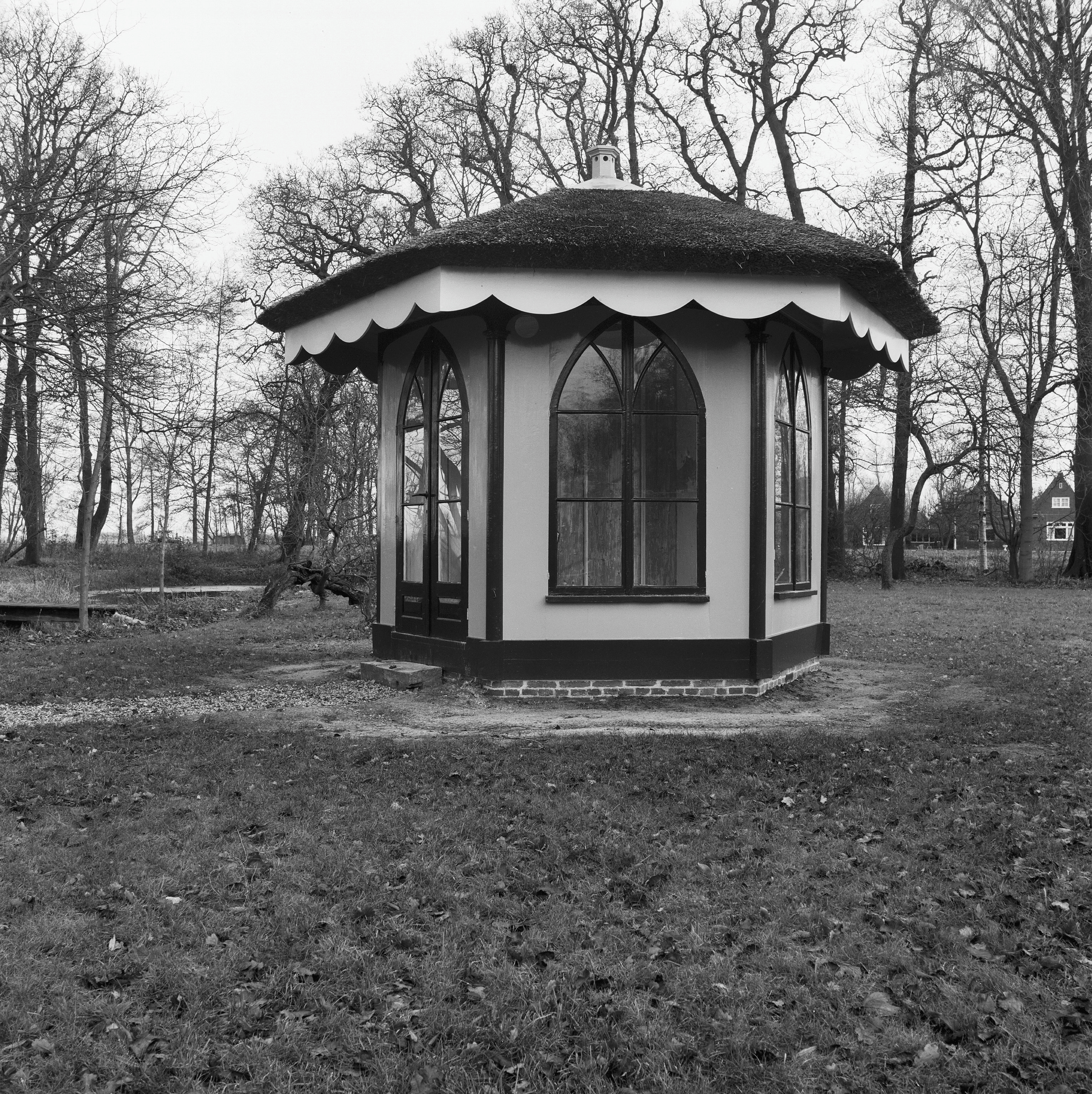
Tuinhuisje of theekoepel